# L'Atelier des auteurs
L'Atelier des auteurs est un réseau social français où les utilisateurs inscrit peuvent publier et partager des textes de leur composition. Fondé en 2015 par deux amis, Arnaud Lavalade et Manuel Darcemont, il est appelé Scribay jusqu'à son rachat par le groupe Editis en octobre 2021,,.

## Communication

### Identité visuelle (logo)

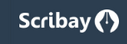
Logotype de 2015 à 2021.
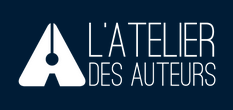
Logotype depuis 2022.

### Slogans
Le slogan original de Scribay est « Scribay, terre d'accueil pour tous les auteurs ». 
Depuis le rachat par Editis, le slogan est « Pour les écrivains d'aujourd'hui et de demain ».